# Kiteboard

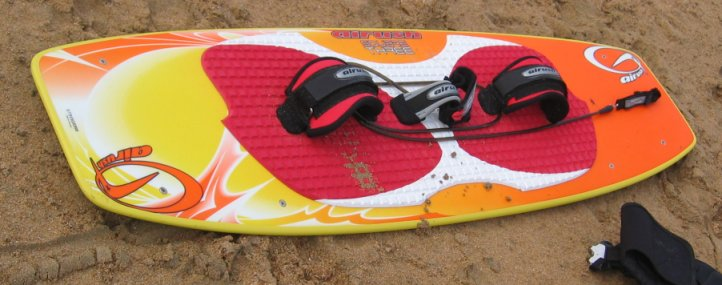
Kiteboard - speciální prkno pro kiteboarding

Kiteboard je speciální prkno užívané v kiteboardingu pro jízdu po vodě za využití tažného draka. Je vyráběno ze sklolaminátu, nebo karbonu. 

## Vybavení
Pro jízdu na kiteboardu jsou potřeba
- Flosny - čtyři malé ploutvičky zlepšující směrovatelnost prkna
- Grab - pro uchycení a přenášení kiteboardu
- Pady - vázání na nohy (aktuálně se pro akrobaty využívají i přidělané speciální boty)